# Békefi Benő
Békefi Benő (Budapest, 1909. május 5. – Budapest, 1964. március 25.) a Dunántúli Református Egyházkerület püspöke 1962-től haláláig, író, tanár. Életműve egyre inkább vitatott, mivel a Rákosi-diktatúra új egyházpolitikájának, az egyházak visszaszorításának hűséges kiszolgálója volt.

## Életpályája
A régi Tabánban laktak az Attila utcai gimnáziumhoz közel. Édesanyja korán elhunyt. Diákkorában a MEKDESZ tagja volt. A teológiát Budapesten és Debrecenben végezte. Amikor tanulmányait befejezte (1935), nem kért segédlelkészi kinevezést, hanem részint az akkori evangéliumi mozgalmakhoz csatlakozva, részint pedig önállóan evangélizációs szolgálatba kezdett. Ezalatt Dévaványa volt az otthona s bejelentett segédlelkészként szolgálati helye is (1935–1941). A második világháború után előbb a Szabolcs megyei Nemzeti Bizottság elnöke, később a nyíregyházi városi Szociálpolitikai Osztály vezetője volt. Bartók Jenő lelkipásztor elhunyta után, 1945 júniusától lelkipásztorává választotta a nyíregyházi gyülekezet. Az 1946-ban megalakult Országos Református Szabad Tanácsban Bereczky Albert elnök és Victor János mellett főtitkárként tevékenykedett, s harmadik vezéralakja volt a Tanácsnak.
1951-ben a Magyarországi Ökumenikus Tanács főtitkárává választották, s ezt a tisztét viselte 1957 elejéig. A Tiszántúli Egyházkerületnek több éven át sajtó-, ökumenikus és diakóniai előadója. A Tisza vidéki Egyházkerület missziói felügyelőbizottságának, majd az Országos Szeretetszolgálat Intézőbizottságának a tagja volt, később pedig – amíg e tisztség tartott – a Szeretetszolgálat országos felügyelője.
1952–1959 között a középszabolcsi  egyházmegye esperese. 1953-ban a Debreceni Teológiai Akadémia (ma: Debreceni Református Hittudományi Egyetem) ökumenikus tanszékének rendes tanárává, majd 1958 szeptemberétől a Budapesti Teológiai Akadémia (ma: Károli Gáspár Református Egyetem) dogmatikai tanszékének professzorává, később dékánjává választották. Ezalatt viselte a Dunamelléki Egyházkerület főjegyzői tisztét is.
1961 decemberétől dunaalmási lelkipásztor. 1962 januárjában a dunántúli egyházkerület püspökévé választották, ugyanazon év decemberétől szolgált a veszprémi gyülekezet lelkipásztoraként.
1939-ben kötött házasságot dr. Vajda Margit orvossal.
Mivel kiváló kommunista kapcsolatai révén a diktatúra új egyházpolitikájának (azaz az egyházak visszaszorításának) hírhedt kiszolgálója lett, ezért azokat a lelkészeket, akik nem tetszettek a pártvezetésnek, Békefi esperes keze alá száműzték „átnevelésre”.
1950-től segítséget nyújtott a még megmaradt református egyesületek feloszlatásában is. A Bethánia Egylet is erre a sorsra jutott. Volt tagjainak fő üldözője Békefi Benő lett, aki a rendőrséget és az ÁVH-t is igénybe vette, ha valamikori hittestvérei titokban bibliaórát tartottak. De üldözte esperesként a bethánista lelkészeket, akik csupán akkor tudtak kedvére tenni, ha beálltak szekértolóivá. 1951 őszén tilos lett az evangelizáció. Ahol titokban megpróbálkoztak vele, ott Békefi kémhálózatán keresztül mindenről értesült és cselekedett.
1964-ben érte a hálál, nekrológot írtak róla a Theologiai Szemle (1964/5-6. sz.) és a Református Egyház (1964/4. sz.) című lapokban.

## Szerkesztői, írói munkássága
A második világháború alatt, s a háborút követő években egyházi lapokat szerkesztett, ezek a Református Ébredés (1943-1947), Keresztyén Család (1946-1947). Főleg teológiai tanári munkásságával összefüggésben jelentős egyházi irodalmi tevékenységet fejtett ki.

## Művei
- Jézus és Buddha. Debrecen, 1933;
- Az egészséges keresztyén élet. Budapest, 1935;
- Az evangélium szolgálata : kézikönyv gyülekezeti munkásoknak. Budapest, 1937;
- Mi hasznod belőle? A Heidelbergi Káté magyarázata. Nyíregyháza, 1943;
- A misszió módszere. Budapest, 1944;
- Hit útján a magyar jövendő felé. Az 1946. évi Országos Református Nagygyűlés emlékkönyve. (Szerk.) Budapest, 1947.

## Emlékezete
2010-ben Békefi Benő lelkész, püspök emlékezetének megőrzésére Tusa Margit és dr. Békefi Dezső kezdeményezésére Békefi Jenő-díj alapítványt hoztak létre, amelyet minden évben hat református intézmény dolgozói kaphatnak meg a kiemelkedően végzett diakóniai munkáért. Az alapítványt jelenleg a Tatai Református Egyházközség presbitériuma kezeli.